# Steffi Scherzer
Steffi Scherzer (* 14. Juli 1957 in Stollberg/Erzgeb.) ist eine deutsche Balletttänzerin (Primaballerina) und war Künstlerische Leiterin der Tanzakademie Zürich.

## Leben
Seit ihrem 7. Lebensjahr fokussierte sich Steffi Scherzer auf das Tanzen. Sie wuchs in Stollberg im Erzgebirge auf und besuchte dort mit ihren Schwestern eine Hobby-Ballettschule. Mit 11 Jahren ging sie nach Berlin und wurde an der Staatlichen Ballettschule ausgebildet. Anschließend erhielt sie 1975 ein Engagement an der Deutschen Staatsoper, wo sie 28 Jahre lang bis zu ihrem Karriereende blieb. Bereits im ersten Jahr bot ihr der Direktor der Kompanie eine Hauptrolle als Solistin an. Ab 1978 wirkte sie regelmäßig als Solotänzerin, 1986 wurde sie Erste Solistin und 1987 zur Primaballerina ausgewählt. Im Laufe ihrer Karriere tanzte sie die Hauptrollen aller bedeutenden klassischen wie neoklassischen Ballette. Zu ihren herausragenden Interpretationen zählten die Rolle der Odette/Odile im Schwanensee und die Hauptrolle der Giselle. Mit dem Startänzer Oliver Matz, ihrem späteren Ehemann, bildete sie das „unbestrittene Traumpaar des Berliner Balletts“ (Der Tagesspiegel).
In der DDR genoss sie als Spitzenkünsterin einen privilegierten Sonderstatus und durfte Westdeutschland und andere westliche Länder frei besuchen. Für ihre tänzerische Arbeit wurde sie vielfach geehrt. Sie erhielt die Bronzemedaille beim Internationalen Ballettwettbewerb in Warna, 1980 den Spezialpreis beim Tanzwettbewerb in Osaka sowie zahlreiche Kunst- und Kritikerpreise. Auslandsgastspiele und die Zusammenarbeit mit bedeutenden Choreographen wie Patrice Bart, Maurice Béjart, William Forsythe, Pierre Lacotte, Rudolf Nurejew, Roland Petit und Uwe Scholz machten sie international bekannt. Sie selbst bezeichnete die Zusammenarbeit mit Rudolf Nurejew im Dornröschen und die Arbeit mit Oliver Matz im Schwanensee als Höhepunkte ihrer tänzerischen Karriere, die sie 2003 im Alter von 46 Jahren beendete.
2005 gründete sie mit Oliver Matz die Tanzakademie Zürich, die Ballettschule der Zürcher Hochschule der Künste in der Schweiz. Scherzer unterrichtet klassischen Tanz, Spitzentanz und klassisches Repertoire. Ihre Schülerinnen und Schüler erreichten zum Teil beste Platzierungen und gewannen zahlreiche Preise bei nationalen und internationalen Tanzwettbewerben. In einer Recherche unter Absolventinnen und Absolventen der Akademie wurde 2022 behauptet, dass an der Hochschule eine auf Angst und Erniedrigung gegründete Schreckensherrschaft errichtet wurde. Minderjährige Balettschülerinnen und -schüler seien von den Lehrpersonen über Jahrzehnte hinweg systematisch gedemütigt und gemobbt worden. Die ZHdK richtete eine Administrativuntersuchung ein, um die Vorwürfe zu untersuchen. Steffi Scherzer und die Hochschule haben sich einvernehmlich auf eine vorübergehende Einstellung im Amt verständigt, die Tätigkeit von Steffi Scherzer an der Hochschule endete turnusgemäß zum 30. Juni 2022. Die Hochschule erklärte, dass dem Ergebnis Administrativuntersuchung nicht vorgegriffen wird. Scherzer erklärte, dass sie die Entscheidung schweren Herzens getroffen habe, um die Institution zu schützen und damit sich die Schülerinnen und Schüler auf ihre Ausbildung konzentrieren können. Die Administrativunterschung wurde im Januar 2024 abgeschlossen und hat die Vorwürfe nicht bestätigt. Die Administrativuntersuchung der Ballettausbildung an der Tanz Akademie Zürich (taZ) kommt zum Schluss, dass die Schule ihre Fürsorgepflicht gegenüber den Schülerinnen und Schülern weitgehend gewahrt hat.
Im Rahmen ihrer internationalen Aktivitäten amtierte sie auch als Jurymitglied bei internationalen Ballettwettbewerben auf der ganzen Welt. Sie ist Ehrenmitglied der Staatsoper Unter den Linden Berlin und zählt zu Deutschlands namhaftesten klassischen Ballerinen.